# Helgeandsholmen
Helgeandsholmen est une petite île du centre de Stockholm en Suède. Elle fait partie de Gamla Stan, la vieille ville de Stockholm, et se trouve :
- du côté sud, face au palais royal située au nord de Stadsholmen ;
- du côté nord, face à la Maison Sager, la résidence du Premier Ministre se trouvant dans le Norrmalm.

## Description
La Riksdagshuset, littéralement « la maison du Riksdag », le parlement suédois, est le seul bâtiment de l'île. Le nom de Helgeandsholmen est dérivé de « Den helige andes holme », qui signifie l'« îlot du Saint-Esprit ».

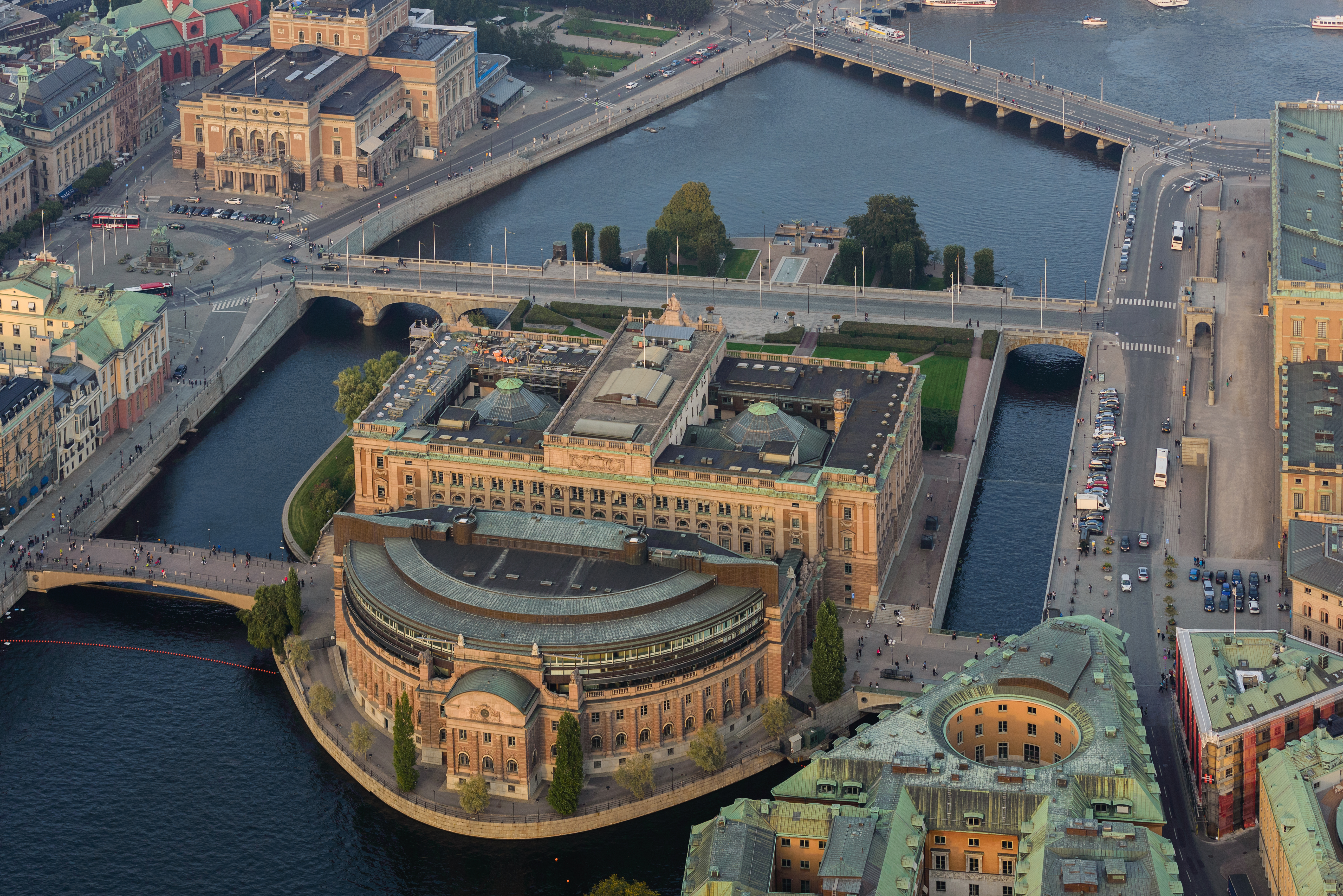
Vue aérienne d'Helgeandsholmen.